# Jordan Belson
 (avril 2022).
Pour les articles homonymes, voir Belson.
Jordan Belson est un plasticien et cinéaste américain né le 6 juin 1926 et mort le 6 septembre 2011. Pendant six décennies, il s'est surtout rendu célèbre pour ses films abstraits non figuratifs et souvent inclus dans une démarche spirituelle.

## Biographie
Belson est né à Chicago, dans l'Illinois.
En 1957, il entame une collaboration avec l'artiste sonore Henry Jacobs au Morrison Planetarium de San Francisco, en Californie, qui dure jusqu'en 1959. Ensemble, ils produisent une série de concerts de musique électronique accompagnés de projections visuelles au Planétarium, les Concerts Vortex. Belson en tant que directeur visuel programme des visuels cinétiques en direct, et Jacobs compose et réalise des pièces de musique électronique et autres expériences sonores. Ce nouveau format qui implique des images projetées, des extraits de films spécialement préparés et d'autres projections optiques rencontre un grand succès.
Leur innovation inspirera de nombreux spectacles de son et lumière à partir des années 1960, notamment les spectacles de style "Laserium" qui deviendront populaires dans les planétariums plus tard dans le siècle. En plus de participer au développement de nouvelles technologies et techniques visuelles, le système sonore du planétarium a permis à Belson et Jacobs de créer un environnement immersif où l'imagerie pouvait se déplacer dans tout l'espace de l'écran et où le son pouvait se déplacer autour du périmètre de la pièce.
Belson a également créé des effets spéciaux pour le film L'Étoffe des héros (1983).
Son dernier film Epilogue a été commandé pour l'exposition Visual Music au Hirshhorn Museum and Sculpture Garden et achevé en 2005.
Belson meurt d'une insuffisance cardiaque à son domicile de San Francisco le 6 septembre 2011 à l'âge de 85 ans.

## Filmographie
- Transmutation (1947) – perdu
- Improvisation #1 (1948) – perdu
- Mambo (1951)
- Caravan (1952)
- Bop-Scotch (1952)
- Mandala (1953)
- Raga (1958)
- Séance (1959)
- Allures (1961) court-métrage de 8 minutes
- Re-entry (1964)
- Phenomena (1965)
- Samadhi (1967)
- Momentum (1968)
- Cosmos (1969)
- World (1970)
- Meditation (1971)
- Chakra (1972)
- Light (1973)
- Cycles (1975) avec Stephen Beck
- Music of the Spheres (1977), version originale
- Infinity (1980)
- Fountain of Dreams (1984)
- Northern Lights (1985)
- Mysterious Journey (1997)
- Bardo (2001)
- Epilogue (2005)